# Antonio Gallego Burgos
Antonio Gallego Burgos (Barcelona, 2 de octubre de 1975) es un político y economista español.

## Biografía
Licenciado en economía y dirección de empresas por la Universidad de Barcelona, ha sido portavoz del Partido Popular de Cataluña y concejal en el ayuntamiento de El Prat de Llobregat desde 1999, así como portavoz en el Consejo Comarcal del Bajo Llobregat (2003-2007) y diputado en la Diputación de Barcelona (2007-2008). En las elecciones generales españolas de 2008 fue elegido diputado por la circunscripción electoral de Barcelona y repitió en las de 2011. Fue en las listas del PPC por Barcelona en las elecciones al Parlamento de Cataluña de 2015 y resultó elegido diputado. El 2 de noviembre del mismo año presentó la renuncia al escaño.
En 2021, fichó por Vox Cataluña, siendo elegido al parlamento de Cataluña en las elecciones al Parlamento de Cataluña de 2021. El 29 de octubre de 2022 anunció la baja de Vox, quedando como diputado no adscrito en el Parlamento catalán.